# Northern Kings
Northern Kings foi um supergrupo cover finlandês de symphonic metal composta por quatro músicos já conhecidos: Jarkko Ahola (Teräsbetoni, ex-Dreamtale), Marco Hietala (Nightwish e Tarot), Tony Kakko (Sonata Arctica) e Juha-Pekka Leppäluoto (Charon).
O primeiro single, "We Don't Need Another Hero" (cantada por Tina Turner em 1985 no filme Mad Max Beyond Thunderdome), foi lançado em 2007, seguido de seu álbum de estreia Reborn. Seu segundo álbum Rethroned  lançado, encabeçado pelo single "Kiss from a Rose" (originalmente tocado por Seal). Eles lançaram seu último single "Lapponia" em 2010.

## Discografia
Álbuns de estúdio
- 2007: Reborn
- 2008: Rethroned

Singles
- 2007: "We Don't Need Another Hero"
- 2007: "Hello"
- 2008: "Kiss From a Rose"
- 2010: "Lapponia"

## Membros
- Jarkko Ahola – vocais
- Marco Hietala – vocais
- Tony Kakko – vocais
- Juha-Pekka Leppäluoto – vocais